# Чебовце (район Вельки Кртиш)
Чебовце (словацк. Čebovce, венг.Csáb) — деревня и община района Вельки—Кртиш Банскобистрицкого края Словакии.
Расположена на границе исторических областей  Хонт и Новоград на юге Словакии в 10 км от словацко-венгерской границы в 157 км от Братиславы.
Кадастровая площадь — 16,21 км². Высота — 215 м.

## История
Впервые упоминается в документах в 1272 году.
До 1918 года входила в состав Венгерского королевства, затем перешла к Чехословакии , с 1938 по 1944 год снова Венгрии, сегодня в составе Словакии.

## Население
| Год:                | 1994 | 2004    | 2014    | 2024    |
| ------------------- | ---- | ------- | ------- | ------- |
| Количество человек: | 1079 | 1029    | 1072    | 1009    |
| Разница:            |      | −4,63 % | +4,17 % | −5,87 % |

Население по состоянию на 31 декабря 2022 года составляло 1021 человек. Плотность населения –	63 чел/км².
Население состоит в основном из венгров и живёт за счет сельского хозяйства и виноградарства.

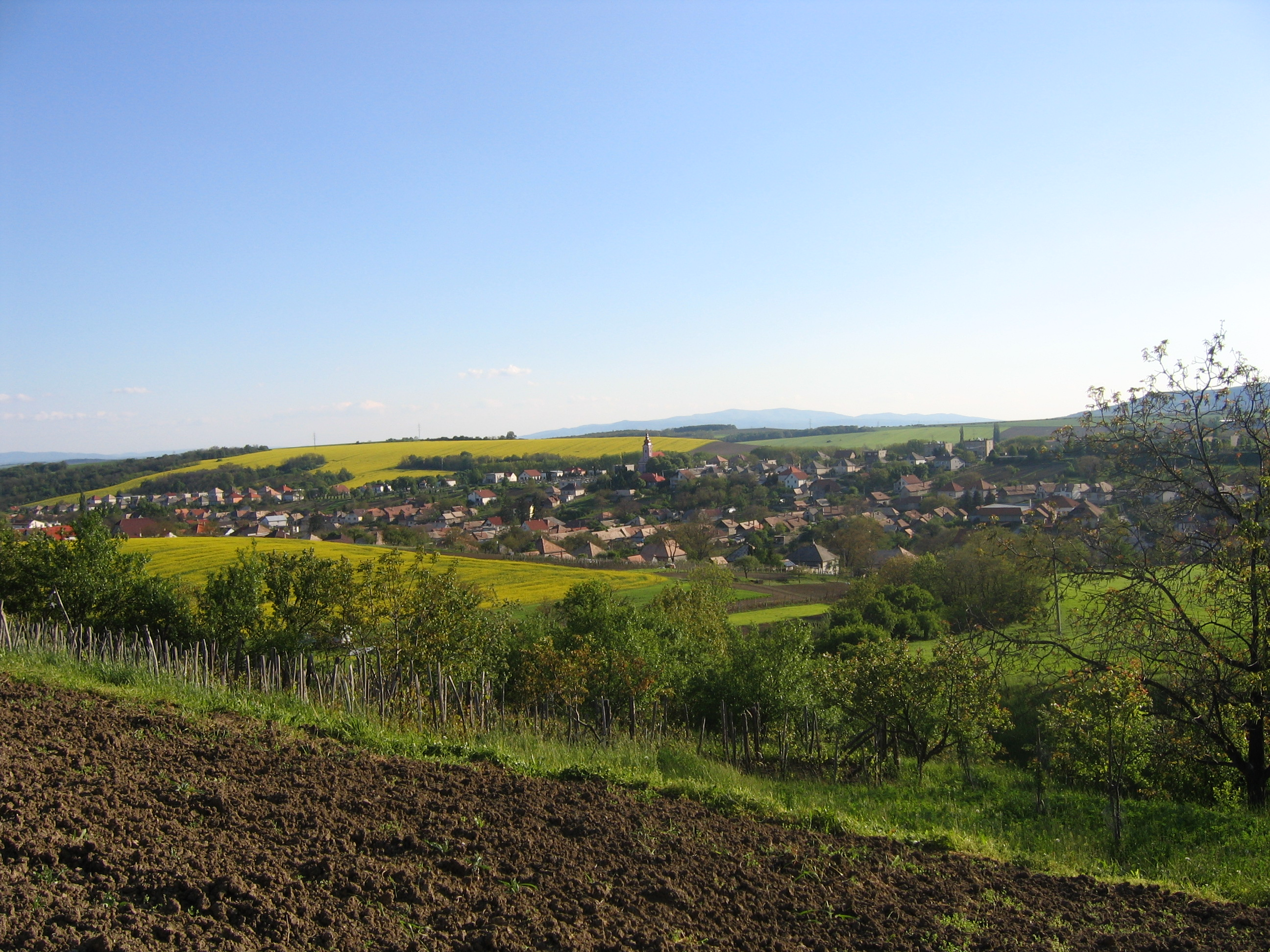
Вид деревни
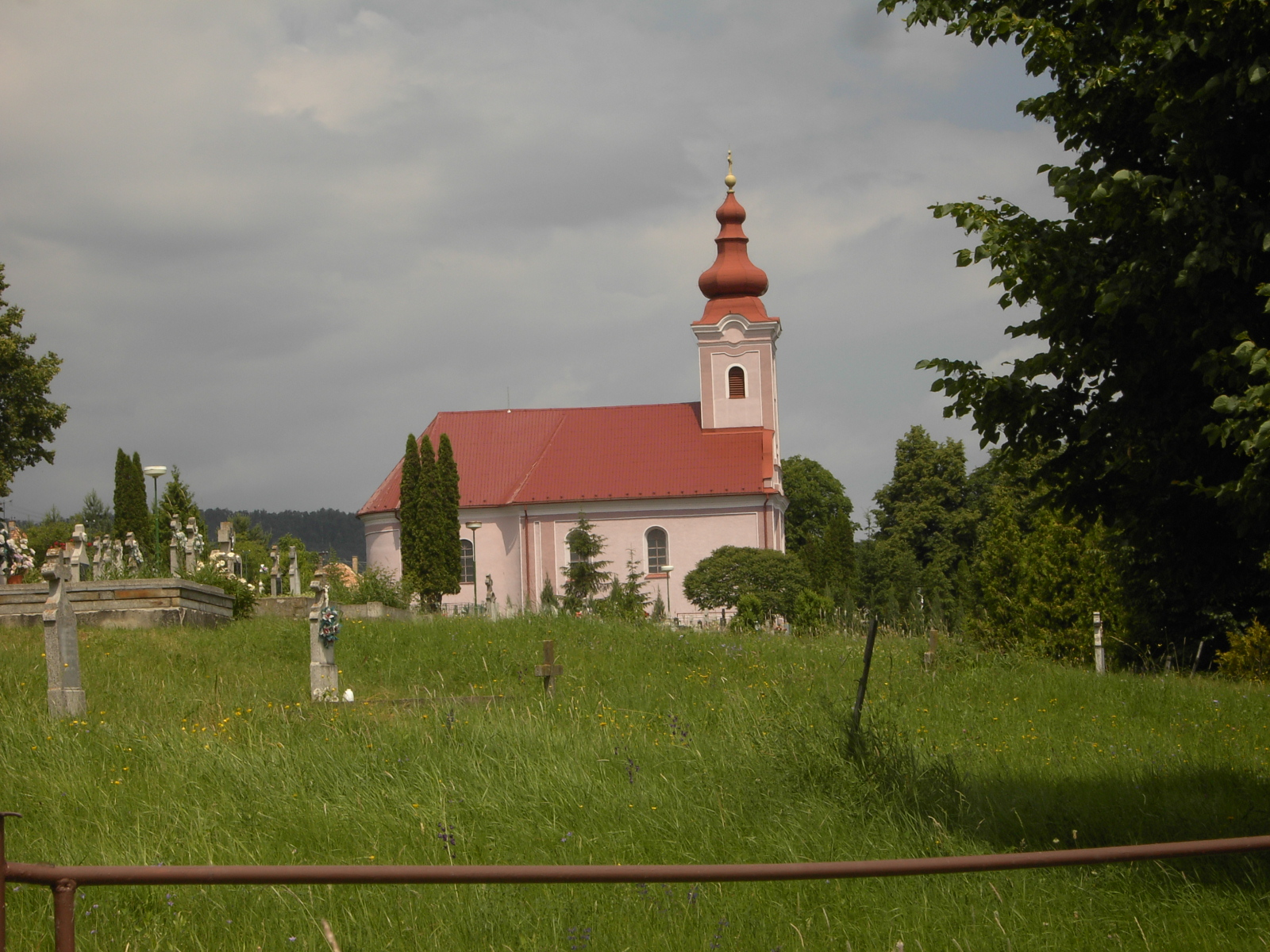
Чебовецкая церковь, построенная в 1768 году в стиле позднего барокко
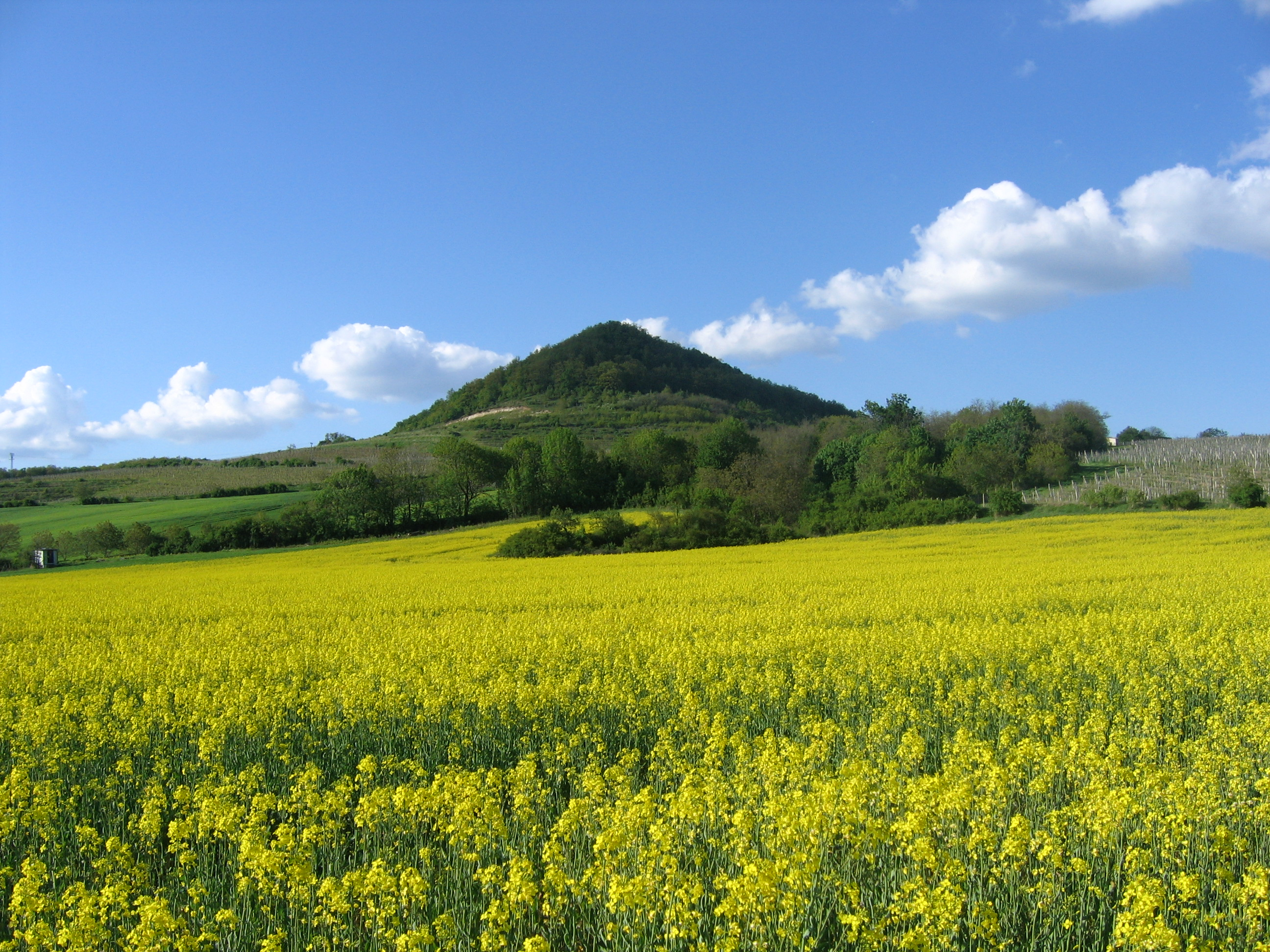
Окрестности деревни
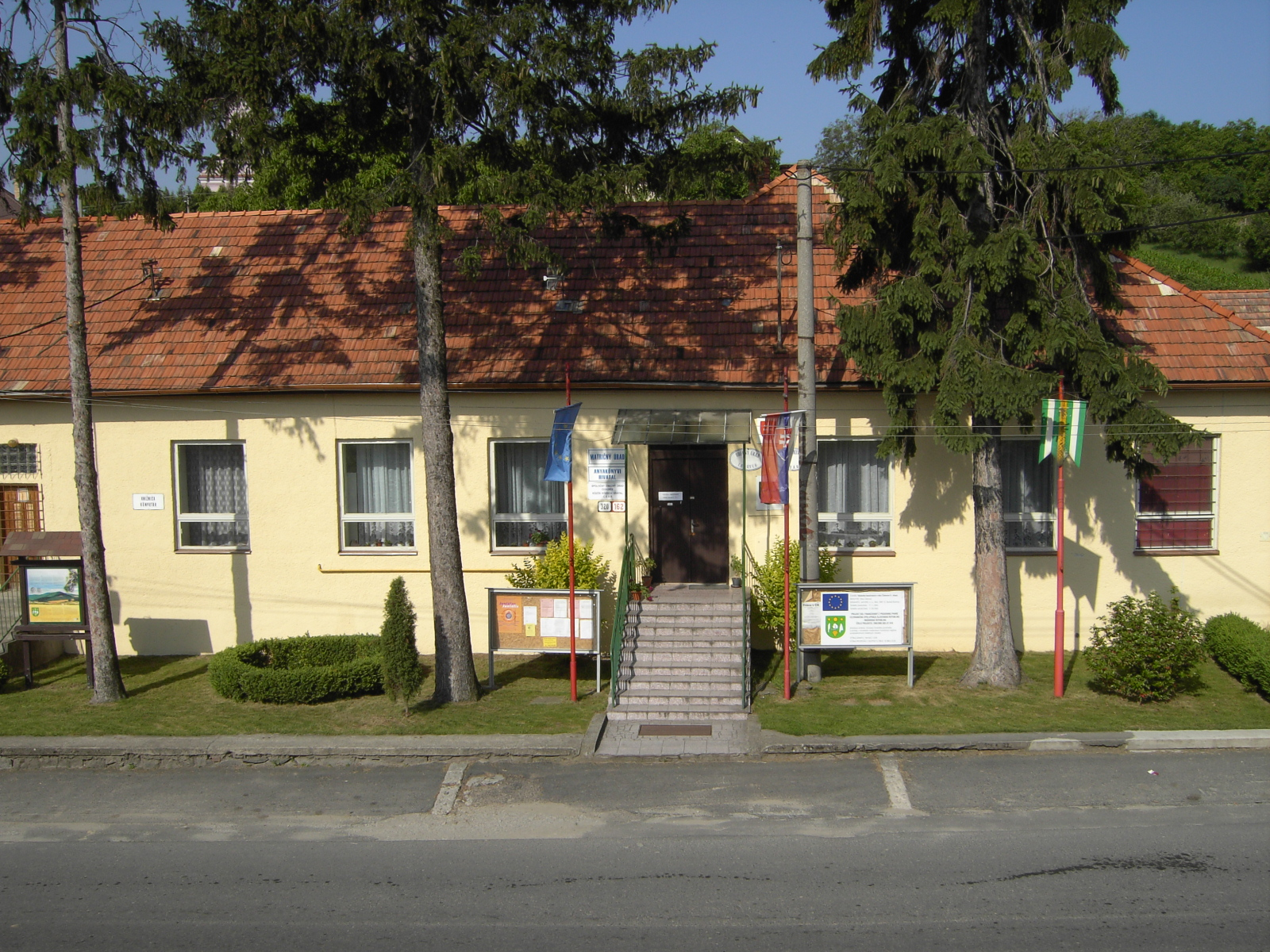
Администрация
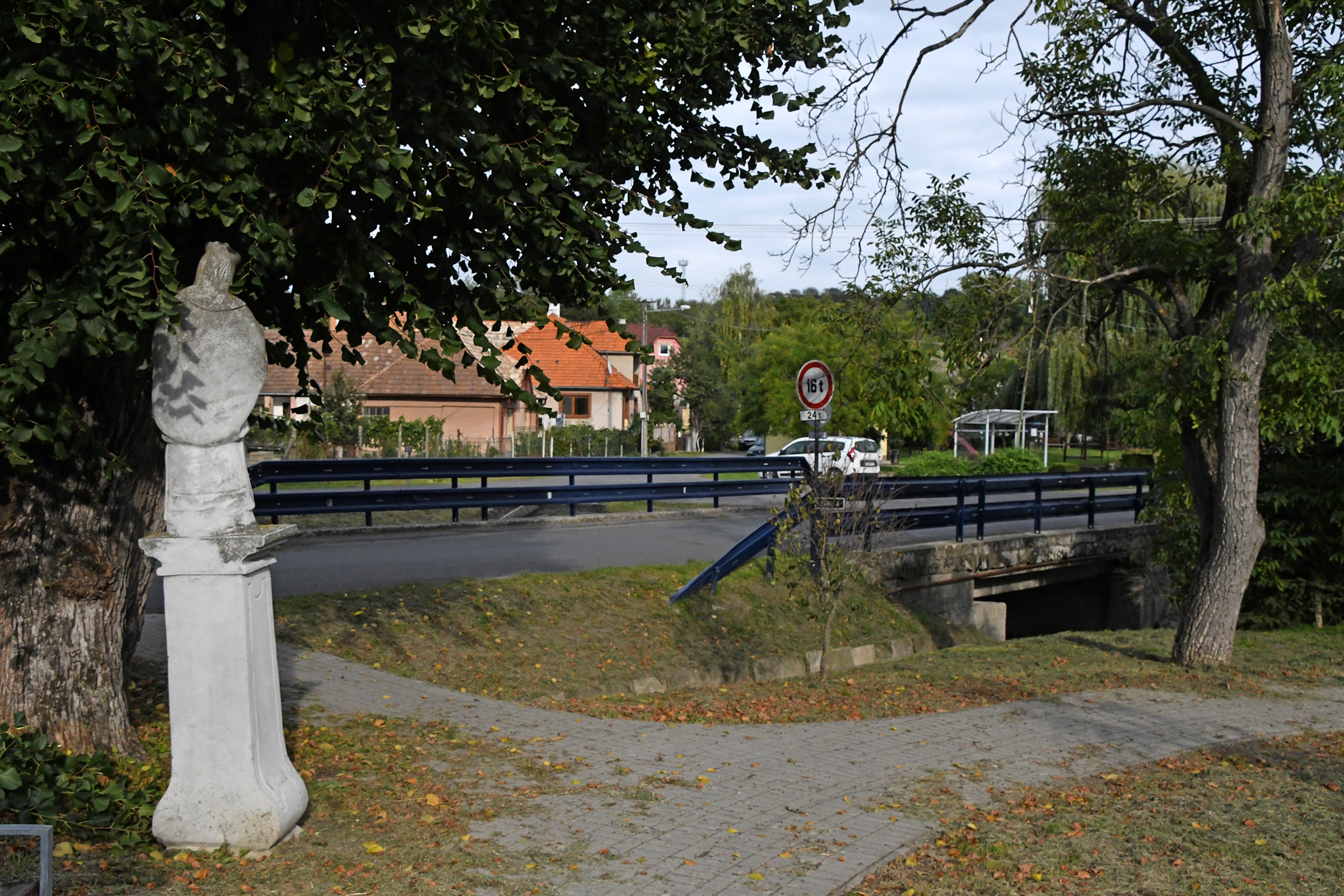
Статуя Яна Непомуцкого
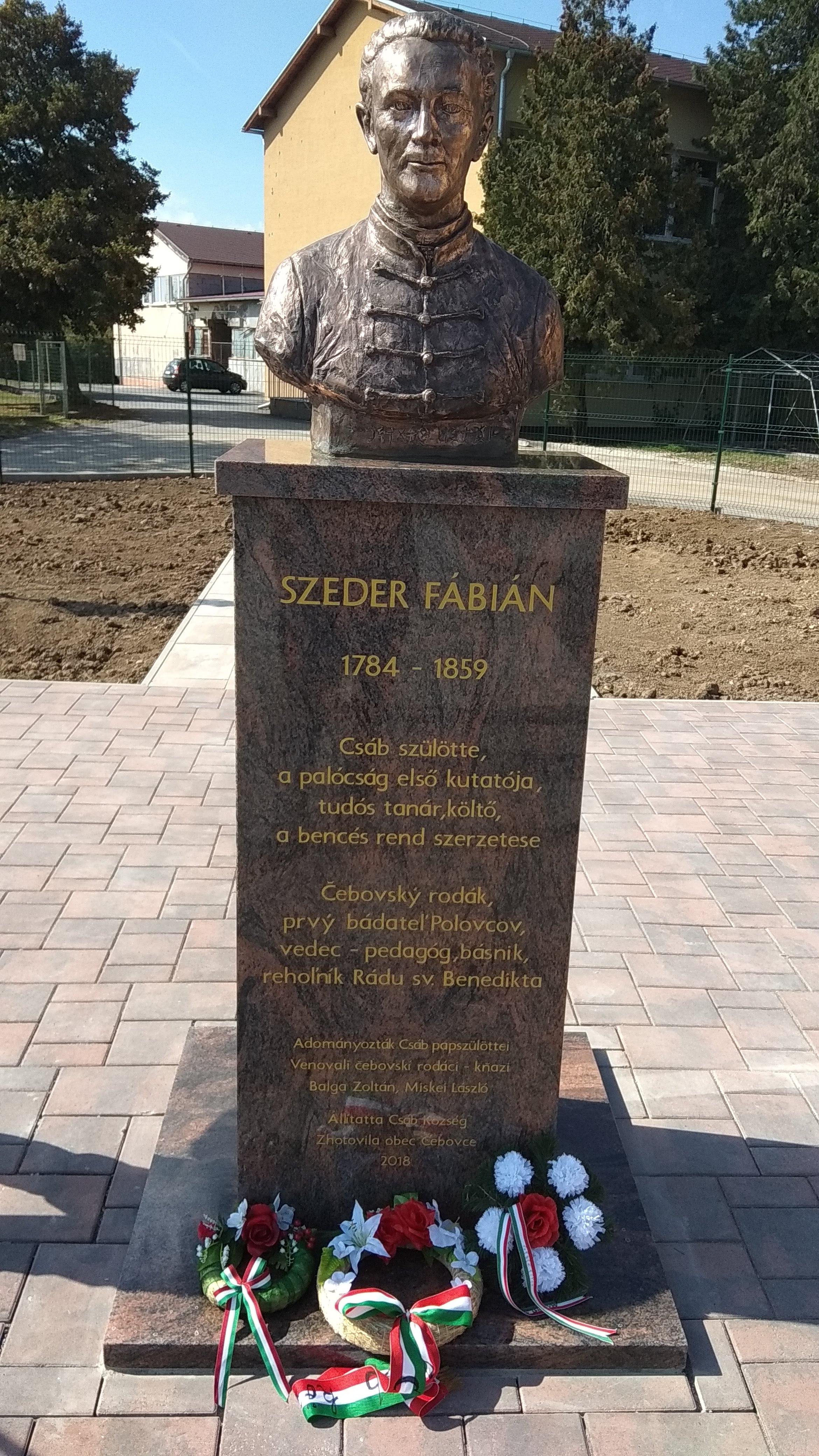
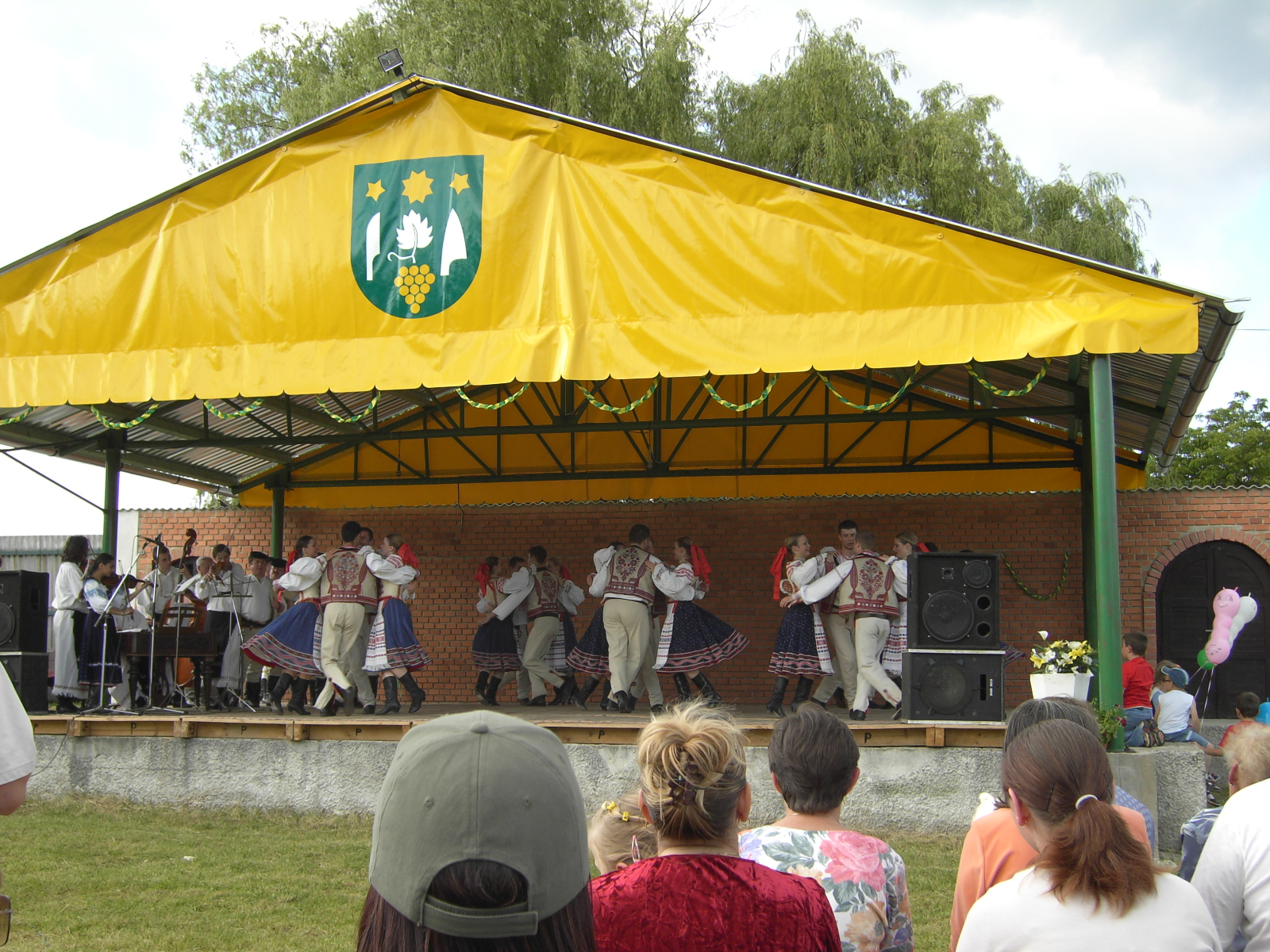
Фольклорный фестиваль